# Nesār Dīreh
Nesār Dīreh (persiska: نسار دیره, Nesāreh Dīreh) är en ort i Iran.   Den ligger i provinsen Kermanshah, i den västra delen av landet, 500 km väster om huvudstaden Teheran. Nesār Dīreh ligger 681 meter över havet och antalet invånare är 913.
Terrängen runt Nesār Dīreh är kuperad. Runt Nesār Dīreh är det ganska glesbefolkat, med 38 invånare per kvadratkilometer. Närmaste större samhälle är Sarpol-e Z̄ahāb, 15,3 km norr om Nesār Dīreh. Omgivningarna runt Nesār Dīreh är i huvudsak ett öppet busklandskap.